# Layla Nabulsi
Layla Nabulsi, née à Tournai en 1961, est une écrivaine belge d'origine palestinienne, fille de père palestinien et d'une mère belge. 

## Prix
Le Grand Prix Tchicaya U Tam’si, le 1er Prix de Radio France International, RFI/ACCT dans le cadre du Concours Mondial de la Nouvelle organisé par Radio France internationale et le prix du Meilleur Spectacle « Jeune Compagnie » 2000 ; prix Beaumarchais, prix de l'Union des Artistes.

## Œuvres publiées
- Debout les morts ! (théâtre), Paris, L'Harmattan, coll. Écritures arabes, 1994.
- Terrain Vague (roman), Paris, L'Harmattan, coll. Écritures arabes, 1990.
- Le Peuple sans nom (théâtre), éditions Lansman, coll. Nocturne théâtre, 2004.